# 73517 Cranbrook
73517 Cranbrook este un asteroid din centura principală de asteroizi.

## Descriere
73517 Cranbrook este un asteroid din centura principală de asteroizi. A fost descoperit pe 27 martie 2003 în cadrul proiectului CSS. Asteroidul prezintă o orbită caracterizată de o semiaxă mare de 3,08 ua, o excentricitate de 0,09 și o înclinație de 10,5° în raport cu ecliptica.